# 金寿善
金 寿善（キム・スソン、朝鮮語: 김수선/金壽善、1911年6月26日 - 1972年7月25日）は、日本統治時代の朝鮮の教員、大韓民国の政治家。制憲・3代韓国国会議員。本貫は広州金氏。

## 経歴
慶尚南道蔚山郡（現・蔚山広域市）出身。慶尚南道師範学校（晋州師範学校）卒。教員、産業組合書記を務めたほか、農業、出版業を営み、株式会社文化堂常務取締役、朝鮮教育研究会総務などを務めた。1948年の初代総選挙に蔚山乙選挙区から、1954年の第3代総選挙に蔚山甲選挙区から無所属で出馬して当選し、国会議員となった。在任中は内閣責任制への改憲を唯一の政治理念とし、四捨五入改憲の時には自由党を厳しく追及するなどの対与党闘争の主導的な役割を果たしたが、後に自由党に入党した。しかし、内閣責任制への改憲が不可能だと分かると『一人政治10年の歴史』という著書を発表したことで、自由党から除名処分を受けた。また、大統領の李承晩に送る質問書も発表したが、後に懲戒委員会に回付された。
1972年7月25日にソウル市鍾路区の自宅で死去。享年62。

## 著書
- 一人政治10年の歴史